# Raymond Rajaonarivelo
Raymond Rajaonarivelo es un director de cine malgache.

## Biografía
Raymond Rajaonarivelo nació en Antananarivo en 1949. Estudió dirección cinematográfica en la Universidad de Montpellier y en la Universidad de París.
En la década de 1970, realizó dos cortometrajes malgaches. Su primer largometraje, Tabataba (1988), contó la historia de un pueblo en el Levantamiento Malgache de 1947. Fue la primera película de Madagascar que se proyectó en el Festival de Cine de Cannes, donde ganó el Premio del Público en la edición de 1988. También ganó el premio del jurado en el Festival de Cine de Taormina 1989 y el premio al primer largometraje en el Festival de cine de Cartago 1989.

## Filmografía
- Izaho Lokanga Ianao Valiha [I am 'Lokanga', you are 'Valiha'], 1974
- Tabataba [Rumour], 1988
- Quand les etoiles rencontrent la mer [When the Stars Meet the Sea], 1996
- (codirigida con Cesar Paes) Mahaleo, 2004